# الحروب الإسلامية البيزنطية

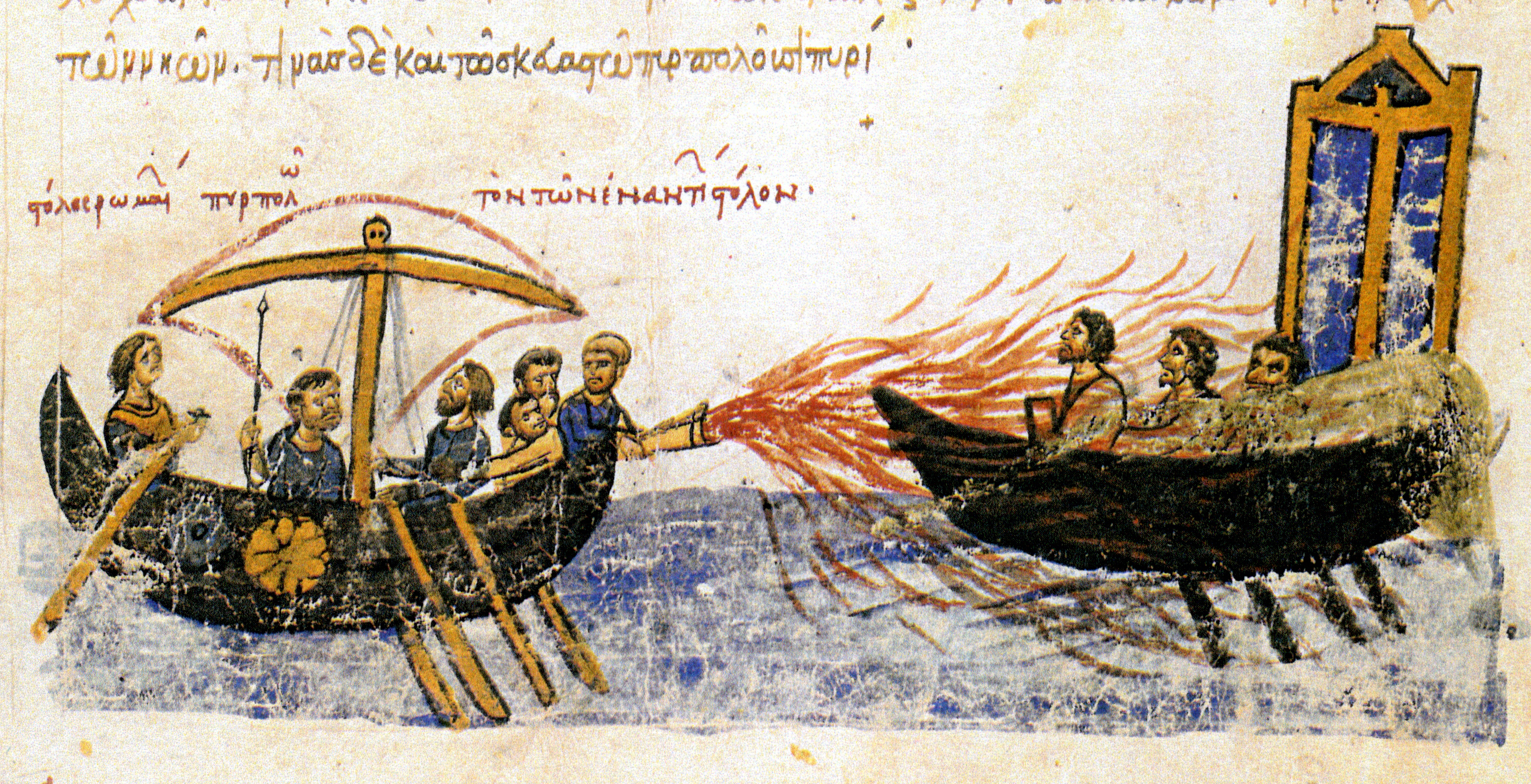
النار الإغريقية: أحد أهم الأسلحة التي استخدمها البيزنطيون ضد المسلمين

الحروب الإسلامية البيزنطية هي سلسلة من الحروب بين المسلميين متمثليين في دولة الخلافة والدولة الرومانية الشرقية أو الإمبراطورية البيزنطية بين القرنين السابع الميلادي والثاني عشر الميلادي.
بدأت خلال الفتوحات الإسلامية الأولى في عهد خلفاء راشدون والخلفاء الأمويون، واستمرت في شكل صراع دائم على الحدود (الأراضي) حتى بداية الحروب الصليبية. ونتيجة لذلك، فإن خسائر البيزنطيين في الأراضي كانت كبيرة وواسعة (الإمبراطورية الرومانية أو «الروم» كما تسميهم السجلات التاريخية للمسلمين).
النزاع الأساسى استمر من عام 634م إلى 718 م، منتهيا بالحصار الإسلامي الثانى للقسطنطينية الذي أوقف التوسع السريع للإمبراطورية العربية في الأناضول.ومع استمرار الصراعات بين الأعوام 800 و1169 فإن احتلال الأراضي الإيطالية الجنوبية التي وقعت تحت نفوذ قوات الدولة العباسية في القرنين التاسع والعاشر الميلاديين لم تكن ناجحة كما هو الحال في إمارة صقلية.مع ذلك، تحت سيطرة حقبة المقدونيين فقد أحرز البيزنطيون مكاسب على الأرض في الشام ومع تقدم الجيوش البيزنطية 'سلفا أصبحت تهدد القدس إلى الجنوب. وفي الشمال إمارة حلب وجيرانهم أصبحوا خدما للبيزنطيين في شرق البلاد، حيث كان التهديد الأكبر كان للدولة الفاطمية في مصر حتى صعد السلاجقة وعكست كل تلك المكاسب اندفاع الدولة العباسية للحصول على مكاسب إقليمية في عمق الأناضول.و قد أدى هذا إلى أن الإمبراطور البيزنطي ألكسيوس الأول كومنينوس قد طلب العون العسكرى من البابا أوربان الثاني في مجلس بياتشينزا وهذه واحدة من الأحداث التي وقعت في كثير من الأحيان تعزى كمقدمات إلى الحملة الصليبية الأولى.

## الخلفيات التاريخية

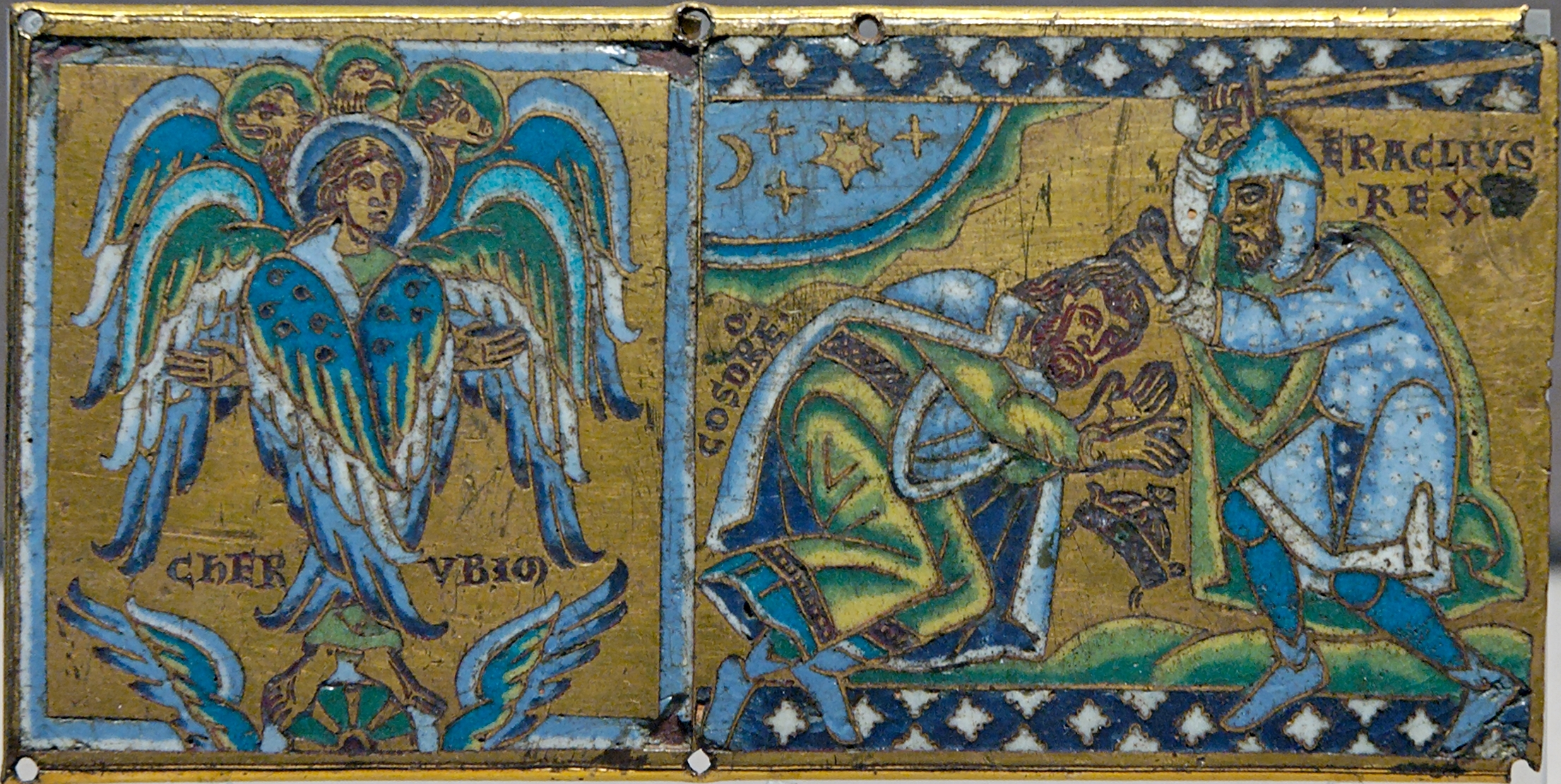
الكروب (في رؤية حزقيال، وليس بوتو) والإمبراطور البيزنطي هرقل يتلقى خضوع الملك الساساني كسرى الثاني؛ لوحة من صليب. مينا شامبلوفيه على نحاس مذهب، 1160-1170، وادي ميوز.

التراجع البيزنطي لفترات طويلة وتصاعد– حروب الدولة الساسانية في القرنين السادس والسابع تركت كل الامبراطوريات مستنفذة وضعيفة في مواجهة الظهور المفاجئ والتوسع للمسلمين. وكانت نهاية تلك الحروب انتصارا للبيزنطيين بقيادة الإمبراطور هرقل الذي استعاد جميع الأراضي المحتلة، واستعاد الصليب الحقيقى إلى القدس من 629. ومع ذلك، لم تتح لأى إمبراطورية أي فرصة للتعافى، حيث أنه في في غضون بضع سنوات كانوا قد تم تعرضهم من قبل هجمات العرب حيث تبعا لهوارد جونستون (يوحدها الإسلام حديثا), «تعزى فقط إلى مايشبه تسونامى بشرى». حسب جورج ليسكا، في «لفترات طويلة دون داع الصراع البيزنطي–الفارسي فتح الطريق أمام الإسلام».
في أواخر عام 620 النبي محمد صلى الله عليه وسلم قد نجح بالفعل في في توحيد أغلب عرب شبه الجزيرة تحت حكم الإسلام، وقد وقعت المناوشات البيزنطية-الإسلامية الأولى تحت قيادته فقط بعد مرور بضعة أشهر على إتفاق هرقل والقائد الفارسىشهربراز وافقت على شروط لانسحاب القوات الفارسية من المقاطعات الشرقية البيزنطية المحتلة عام 629، وقد واجهت القوات العربية والبيزنطية واجها بعضهما بعضا في مؤتة. النبي محمد صلى الله عليه وسلم قد توفى في 632 وقد خلفه أبو بكر، أول الخلفاء الراشدين والزعيم بلا منازع لشبه الجزيرة العربية كلها بعد نجاح حروب الردة، مما أدى إلى توطيد دعائم دولة إسلامية قوية في جميع أنحاء شبه الجزيرة.

## افتتاح الصراعات
ووفقا للسير الإسلامية، الرسول محمد صلى الله عليه وسلم، بعد أن تلقى معلومات تفيد بأن القوات البيزنطية تتركز في شمالي الجزيرة العربية مع النوايا المزعومة لغزو جزيرة العرب، وقادوا الحملة من الشمال إلى تبوك وهى في الوقت الحالى شمال غرب المملكة العربية السعودية، مع نية لاشراك الجيش البيزنطي، ولكن الأخبار ثبت كذبها. وعلى الرغم من أن معركة تبوك لم تكن معركة بمعنى نموذجي مع ذلك الحدث، إذا وقع فعلا، قد تمثل أول بعثة أو غزوة عربية ضد البيزنطيين، والتي لم تؤد إلا إلى وقوع مواجهة عسكرية. ومع ذلك، لا يوجد المصادر البيزنطية المعاصرة أية إشارة لغزوة تبوك، والعديد من التفاصيل في وقت لاحق تأتي من المصادر الإسلامية. وقد قيل أنه لا يوجد مصدر واحد لدى البيزنطيين لديه إشارة محتملة إلى غزوة مؤتة التي تؤرخ تقليديا عام 629 من الميلاد، ولكن هذا غير مؤكد. الدلالات الأولى تذهب إلى أن النزاعات مع الدول العربية الحليفة ضد كلا من الإمبراطوريتين البيزنطية والساسانية: أي الغساسنة والمناذرة والحيرة. وعلى أي حال، فإن العرب المسلمون بعد عام 634 إندفعوا بالتأكيد في سعى متواصل كامل أدى إلى الحروب المتزامنة مع كل الامبراطوريات مما أدى إلى الاستيلاء على الشام، مصرالرومانية وفارس.القادة البارزين هنا كانوا خالد بن الوليد وعمرو بن العاص.

### الفتح الإسلامي لسوريا الرومانية: 634–638
في بلاد الشام، كان جيش الخلفاء الراشدون كانوا يعملون من قبل الجيش البيزنطي مؤلفة من القوات الامبراطورية وكذلك الجبايات المحلية. مونوفستس واليهود في جميع أنحاء سوريا الرومانية رحبوا بالفاتحين المسلمين، كما أنهم كانوا غير مرتاحين لحكم البيزنطيين.a[›] وكانت القبائل العربية أيضا لديها علاقات اقتصادية وثقافية وعائلية كبيرة مع المواطنين العرب في الغالب الهلال الخصيب.

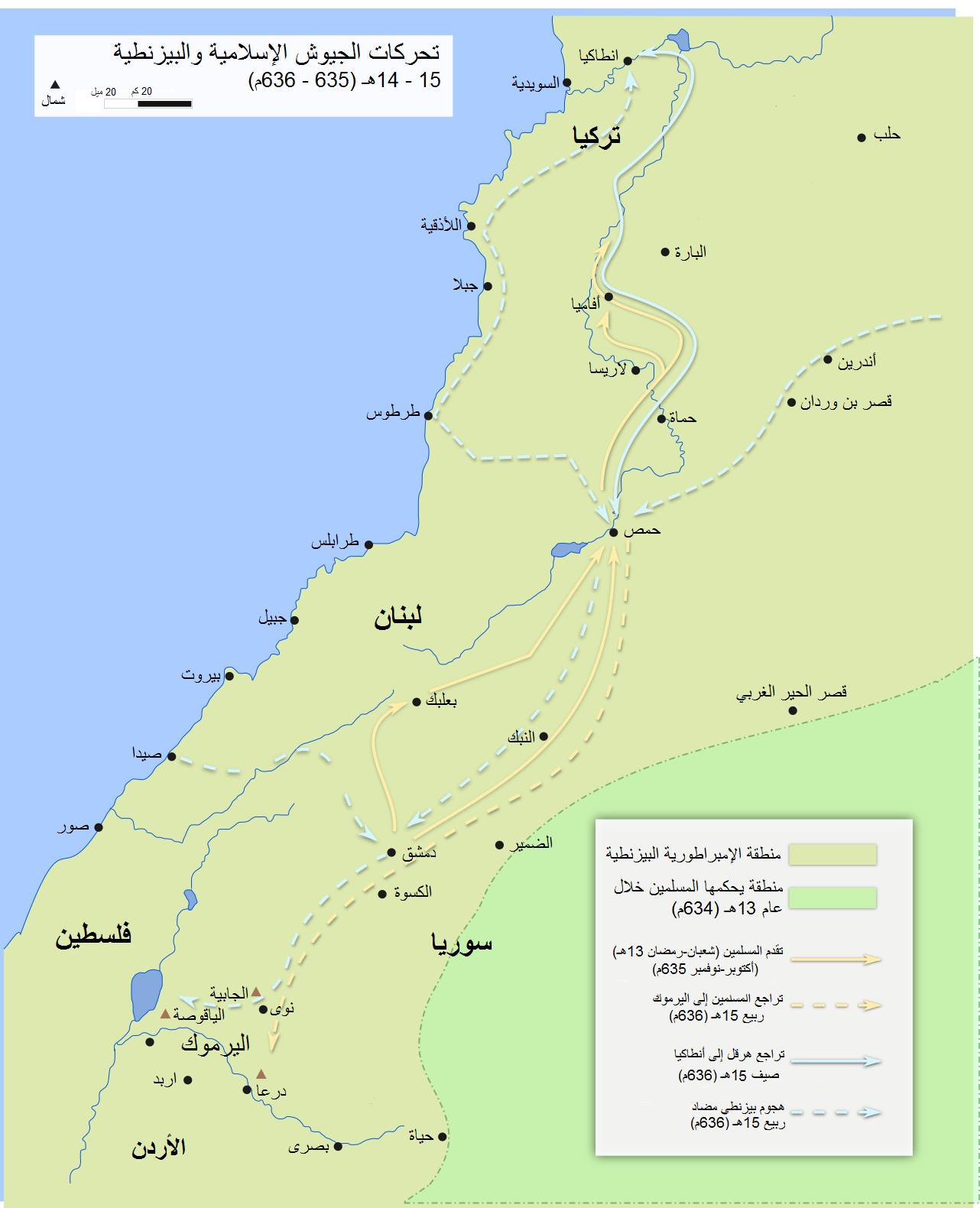
تحركات القوات الإسلامية والبيزنطية قبل معركة اليرموك

الإمبراطور الروماني هرقل قد سقط مريضا وغير قادر على القيادة بشخصه للجيوش لمقاومة الفتوحات الإسلامي من سوريا وفلسطين الرومانية في 634 من الميلاد. وفي غزوة أجنادين فقد قاتل بالقرب من أجنادين في صيف عام 634، وجيوش الخلفاء الراشدون قد حققت نصرا حاسما. بعد انتصارهم في معركة فحل، قوات المسلمين أتمت فتح دمشق في 634 من الميلاد تحت قيادة خالد بن الوليد. استجابت القوات البيزنطية المعنية لجمع وإرسال الحد الأقصى للقوات المتاحة بموجب القادة الرئيسيين، بما في ذلك تيودور تريثروس والقائد الأرمنى فاهان لإخراج المسلمين من الأراضى التي غنموها حديثا. وفي غزوة اليرموك أو موقعة اليرموك في 636, ومع ذلك، فإن المسلمين، بعد أن درست الميدان بالتفصيل، من شأنه أن يغري البيزنطيين في معركة في متناولهم، ولكن البيزنطيين هم عادة كانوا يتجنبون الانخراط في سلسلة من معارك مكلفة مثل تلك قبل أن يتحولوا إلى الوديان العميقة والمنحدرات في فخ أشبه بالكارثة. وداع هرقل 'الملئ بالتعجب (وفقا لمؤرخ القرن التاسع الميلادي - البلاذري) بينما كان يغادر أنطاكية إلى القسطنطينية، وهو يعبر عن خيبة أمله: «سلام اليك يا سوريا، وكل ما في هذا البلد الرائع يبقى للعدو!»b[›] أثر فقدان سورية على البيزنطيين يتضح من جوانز زوناراس في 'الكلمات: «[...]ومنذ ذلك الحين [بعد سقوط سوريا] لم يتوقف السباق من قبل الإسماعيليين عن غزو ونهب كامل أراضي الرومان».
في نيسان / أبريل 637، استولى المسلمين، وبعد حصار طويل من حصار القدس (637) ، والتي تم التنازل عنها من قبل بطريرك الكنيسة الأرثوذكسية في القدس صفرونيوس.c[›] في صيف عام637, أطبق المسلمون قبضتهم على غزة، وفي خلال نفس الفترة، فقد ذكرت المصادر البيزنطية في مصر الرومانية وبلاد ما بين النهرين وكان شراؤها هدنة مكلفة والتي استغرقت ثلاث سنوات لمصر ولمدة سنة واحدة لبلاد ما بين النهرين. معركة جسر الحديدي في عام 637 في وقت متأخر، وبعد ذلك من قبل المسلمين الذين احتلوا كل الأرض من شمال سوريا باستثناء أعلاها أي بلاد ما بين النهرين، التي منحت هدنة لمدة عام. وعند انتهاء هذه الهدنة في 638-649، اجتاح العرب بلاد ما بين النهرين البيزنطية وأرمينيا البيزنطية، وأنهوا احتلال فلسطين من قبل اقتحامه قيسارية والتأثير على الاستيلاء النهائي على عسقلان. في ديسمبر كانون الأول 639, غادرالمسلمين فلسطين لغزو مصرفى بداية 640.

### الفتوحات العربية في شمال أفريقيا: 639-717

#### الاستيلاء على مصر وبرقة
وبحلول الوقت حين مات هرقل، فإن الكثير من مصر قد فقدت، وبين عامى 637 – - كانت سوريا كلها قد وقعت في أيدي المسلمين.d[›] وبما يقدر 3.500&ndas إلى 4.000;من القوات تحت إمرته، فقد عبر عمرو بن العاص أولا إلى مصر قادما من فلسطين، في نهاية عام 639 , وفي نهاية عام 639 وبداية عام 640 . كانت قد انضمت إليه تدريجيا المزيد من التعزيزات، ولا سيما 12,000 جندي بقيادة الزبير. كانت غزوة عمرو الأولى لمحاصرة وغزو بابل (مصر) , ثم أععقب ذلك بالهجوم على الأسكندرية.وتعرض البيزنطيين للصدمة وإنقسموا من جراء الخسارة والفقدان المفاجئ للأراضي الكثيرة، ووافقوا على التخلي عن المدينة بحلول أيلول / سبتمبر 642. وبسقوط الحكم البيزنطي في الإسكندرية إنطفأ الاحتلال لكامل الأرض المصرية، وسمح للمسلمين على مواصلة أنشطتهم العسكرية في شمال أفريقيا؛ بين 643-644 قارب عمرو بن العاص على الانتهاء من غزو برقة. عثمان بن عفان أعقب عمر بن الخطاب بعد وفاته.
خلال فترة حكم عثمان البحرية البيزنطية لفترة وجيزة استردت الإسكندرية في 645، ولكنها خسرتها بعد ذلك في 646 بعد وقت قصير من معركة النقوع. صقلية تم غزوها 652 بينما قبرص وكريت تم الإستيلاء عليهم في 653. والأقباط المحليونالأقباط كانو قد رحبوا بالعرب تماما كما فعل في القدس المونوفستستيون. وفقدان هذه المقاطعة المربحة حرم البيزنطيين من إمداداتها القيمة من القمح، مما تسبب في نقص الخبز في جميع أنحاء الإمبراطورية البيزنطية مما أثرعلى جنودهافي العقود التالية.

#### الاستيلاء على الأراضي البيزنطية المتبقية في شمال أفريقيا

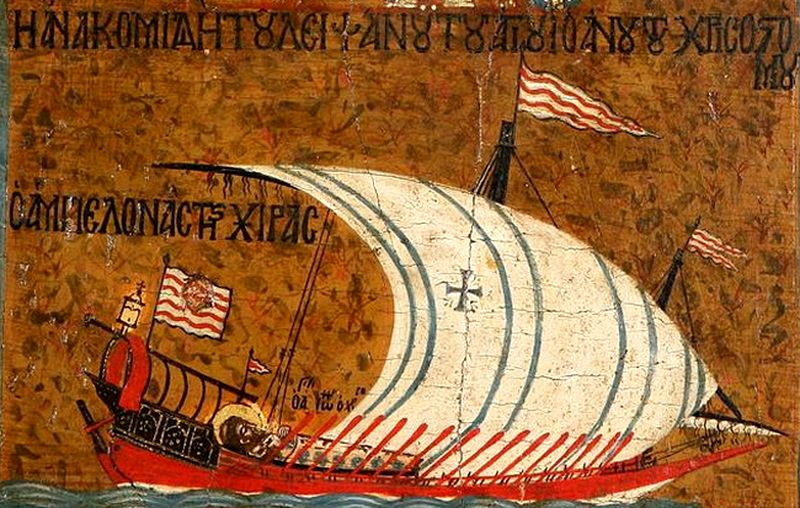
الفريسكو البيزنطي يظهر الأسطول البحرى.البيزنطى كان القوة البحرية المهيمنة في القرن السابع.

في 647، فإن الجيش العربي بقيادة عبد الله بن سعد انتقلت إلى أفريقيا البيزنطية. طرابلس تم اتخاذها، تليها سوفيتولا 150 ميل الجنوب من قرطاج، والحاكم، الذي نصبت نفسه امبراطور لأفريقيا غريغوري الأرستقراطي قد قتل. قوات عبد الله بن سعد المحملة بالغنائم عادت إلى مصر في 648 بعد أن وعد خليفة غريغوري، جيناديوس، وعدهم إشادة سنوية لبعض 300,000 نومسيماتا.
بعد أول فتنة في الإمبراطورية العربية في الدولة الأموية جاء إلى السلطة معاوية بن أبي سفيان.وتحت حكم الأمويين اكتمل الاستيلاء على الأراضي البيزنطية المتبقية في شمال أفريقيا والعرب كانوا قادرين على التحرك في أجزاء كبيرة من أجزاء المغرب العربي، والدخول في مملكة القوط الإسبانية عن طريق مضيق جبل طارق، تحت إمرة القائد البربرى الأصل طارق بن زياد. ولكن هذا لم يحدث الا بعد ان وضعت قوة بحرية خاصة بهم،e[›] وانهم حققوا الانتصارات واجتاحوا معقل البيزنطيون في قرطاج بين عامى 695–698. إن فقدان أفريقيا يعني أنه في وقت قريب، فإن السيطرة البيزنطية من غرب البحر الأبيض المتوسط كان تحدى نظام جديد وسلطان عربى يأتى من تونس.
معاوية بدأ في توطيد الأرض العربية من بحر آرال حتى الحدود الغربية لمصر. انه وضع حاكما ينوب عنه في مصر الفسطاط، وشن غارات على الأناضول في 663. ثم في 665 حتي 689 تم تنفيذ حملة جديدة في شمال أفريقيا لحماية مصر «من هجوم من قبل الجناح القيرواني». إن جيش عربي من 40,000 استولى على برقة، وهزم 30,000 من القوات البيزنطية.
وكانت طلائع نحو عشرة آلاف من الجند العرب تحت قيادة عقبة بن نافع تخرج من دمشق.في 670, إلى القيروان في تونس وهى تأسست كقاعدة لعمليات أخرى؛ إن القيروان ستصبح عاصمة المقاطعة الإفريقية الإسلامية، واحدة من أهم المراكز العربية الإسلامية الثقافية في العصورالوسطى. ثم بن نافع "سقط في قلب البلاد، وعبرت في الأراضى التي غنمها خلفائه والتي اقيمت في العواصم الرائعة فاس المغرب والمغرب وعلى الامتداد فقد توغلوا إلى حافة الأطلسي والصحراء. . وفي أثناء فتحه الساحق للمغرب، قال انه استغرق المدن الساحلية في بوجيا وتنجي، ما كان سائدا في روما القديمة مقاطعة موريتانيا الطنجية هنا حيث انه في النهاية توقف. كما وصفه المؤرخ لويس غارسيا دي يفسر فالديفيلانو:
| الحروب الإسلامية البيزنطية | في كفاحهم ضد البيزنطيين والبربر ،فإن وزعماء المسلمون سعوا إلى حدكبير إلى على توسيع الأملاك الأفريقية ، واعتبارا من سنة 682 كان عقبة قد وصل إلى شواطئ المحيط الأطلسي ، لكنه لم يتمكن من احتلال طنجة ، لأنه كان اضطر إلى العودة إلى الوراء نحو جبال الأطلس من قبل الرجل الذي أصبح معروفا في التاريخ والأسطورة بإسم الكونت جوليان . | الحروب الإسلامية البيزنطية |

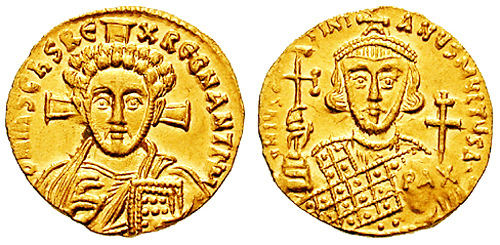
In spite of the turbulent

 عهد جستنيان الثاني، الإمبراطور الأخير من سلالة هبراكليان، وكان لا يزال يحمل العملات التقليدية باكس " ", سلام
وعلاوة على ذلك، كما كتب غيبون، «هذا ماهوميتان الكسندر، الذي كان يرنوا لعوالم جديدة، لم يتمكن من الحفاظ على غزواته الأخيرة. وبعد انشقاق واسع من اليونانيين والأفارقة استدعي من شواطئ المحيط الأطلسي.» قواته كانت تستهدف إخماد التمرد، واحدة من تلك المعارك حدث انه كان محاطا من قبل المسلحين وتم قتله. ثم إن الحاكم الثالث حاكم أفريقيا زهير قد أطيح به من خلال جيش قوي، أرسل من القسطنطينية من قبل قسطنطين الرابع لتحرير قرطاج. وفي الوقت نفسه، الحرب الأهلية العربية الثانية التي إندلعت في بلاد الحجاز والشام مما أدى إلى سلسلة توالى أربعة خلفاء بين وفاة معاوية عام 680 وصعود عبد الملك في 685, وكانت جارية حتى 692 مع وفاة زعيم المتمردين.
حروب السرسان بقيادة جوستنيان الثانى، الإمبراطور الأخير من إسرة هيرقليان، «تعكس الفوضى العامة التي كانت تسود ذلك العصر». بعد حملة ناجحة قام بها سعى إلى هدنة مع العرب، وتم الاتفاق على حيازة مشتركة لأرمينيا، قوقازي ايبيريا وقبرص؛ ومع ذلك عن طريق إزالة 12,000 من المسيحيين جراجمة عن [الأصلي لبنان، وقيل انه قد تمت إزالة عقبة رئيسية بالنسبة للعرب في سوريا، و 692 في، بعد كارثة معركة سبياستوبولس، بإزالة 12,000 من أقباط جراجمة من بلدهم لبنان، قد أزاح عقبة كبيرة للعرب في سوريا، وفي 692, بعد كارثة المعركة بين الأمويون والدولة البيزنطية عند البحر الأسود عام 692 من الميلاد، وفتح المسلمون جميع أرمينيا. المخلوع في 695، مع قرطاج خسر في عام 698، وعاد جستنيان إلى السلطة 705-711. فترة حكمه الثانية تميزت الانتصارات العربية في آسيا الصغرى والاضطرابات المدنية. وتقريريا قال انه امر حراسه لتنفيذ الوحدة الوحيدة التي لم تكن قد تخلى عنه بعد معركة واحدة، لمنعهم من الفرار في المواجهات القادمة.

### الحصار العربي للقسطنطينية
| ”              | كل الطرق تؤدي إلى روما. | “ |
| —مثل عربي شائع |                         |   |

في عام 674 ميلادية حاصر الخليفة الأموي معاوية بن أبي سفيان مدينة القسطنطينية وهى في قبضة قسطنطين الرابع. في هذه المعركة، لم يتمكن الأمويين لم يتمكنوا من اختراق جدران ثيودوسي وفرض حصارا على المدينة على طول نهر البوسفور. ومع اقتراب فصل الشتاء اضطر المحاصرون إلى الانسحاب إلى جزيرة على بعد 80 ميل .
ومع ذلك، قبل الحصار فإن لاجىء مسيحى من سوريا يدعى كالينكوس (Callinicus) هليوبوليس قد اخترع مؤخرا سلاحا مدمرا جديدا للامبراطورية البيزنطية الذي أصبح يعرف باسم «النار اليونانية». في 677, الأسطول البيزنطي أستخدم هذا السلاح لألحاق هزيمة حاسمة بالبحرية الأموية في بحر مرمرة، مما أدى إلى رفع الحصار في 678. من بين الذين قتلوا في الحصار كان أيوب، حامل لواء محمد وآخر رفيق من رفاقه; وبالنسبة للمسلمين اليوم، يعتبر قبره واحدا من اقدس الاماكن في إسطنبول. النصر البيزنطي أوقف التوسع بالنسبة للأموين داخل أوروبا لما يقرب من ثلاثين عاما.

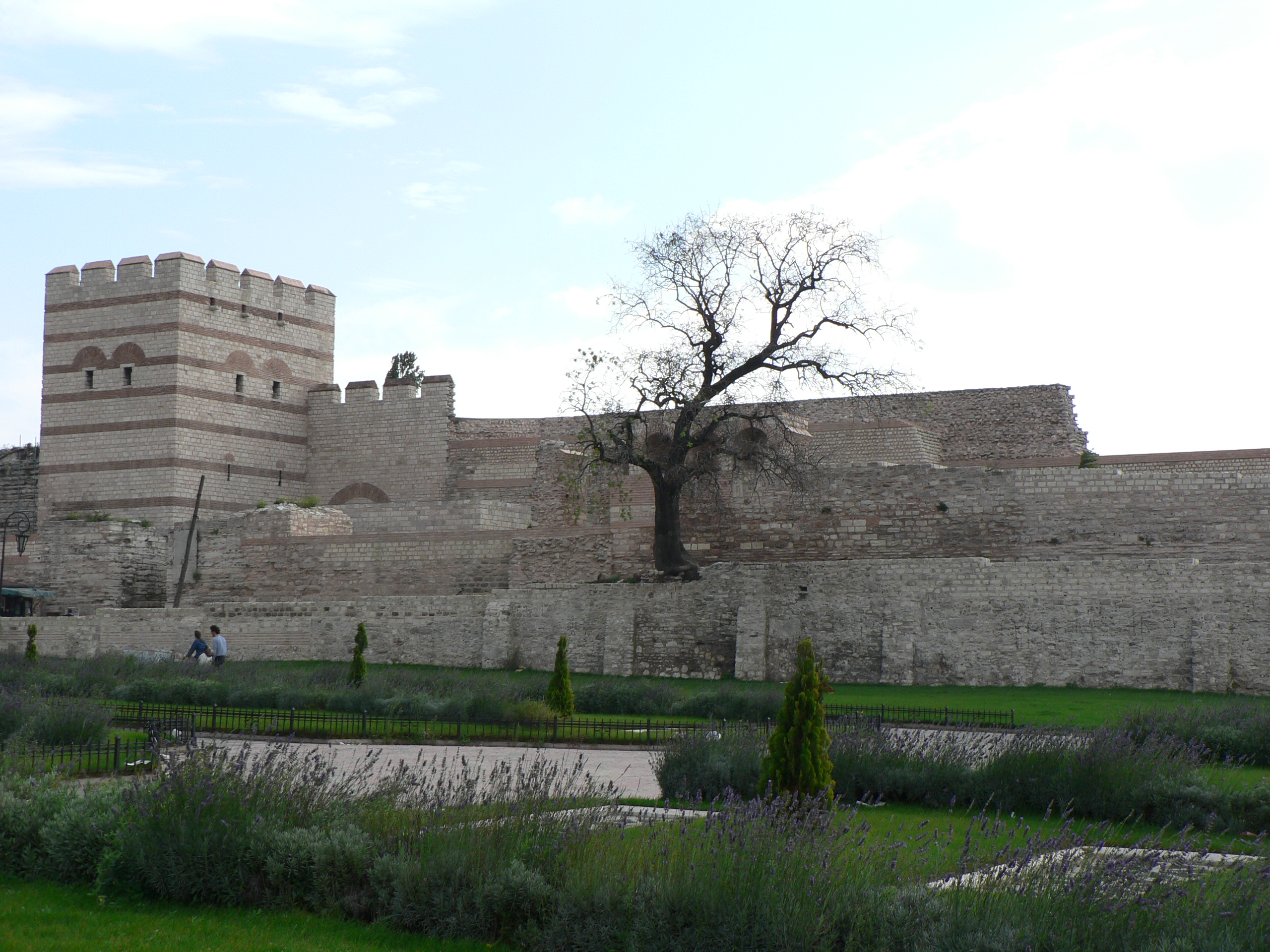
The أسوار القسطنطينية.

الصراع الأولي وصل إلى نهايته خلال العهود من الإمبراطور البيزنطي ليو الثالث من إيساوريان والخليفة معاوية عمر بن عبدالعزيز، بعد الحصار العربي الثاني للقسطنطينية في 717-718, عندما شنت القوات المسلمة الأرضية، بقيادة مسلمة بن عبدالملك، هزمت من قبل أسوار القسطنطينية وعندوصول القوات البلغارية المتحالفة في الوقت المناسب حتى لكون الاسطول البحري الأموي قد هزم من قبل النار اليونانية:

## صراعات في وقت لاحق
الصراع الرئيسي انتهى بحصار القسطنطينية عام 718، وعلى الرغم من استمرار النزاعات في وقت لاحق في القرن الحادي عشر الميلادي، الفتوحات العربية بدأت تتأخر. والمحاولات العربية للإستيلاء على الأناضول قد فشلت، ولكن في نهاية المطاف قد أنجزت بواسطة السلاجقة الترك.

### الجدل الثائر

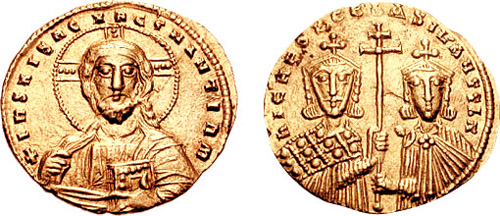
نقفور الثاني and his stepson باسيل الثاني (right). Under the السلالة المقدونية, the Byzantine Empire became the strongest power in Europe, recovering territories lost in the war.

من بين الآثار المترتبة على الحروب البيزنطية والعربية والاضطرابات الدينية والمدنية، وأثرت في قلب بيزنطة. وIconomachia , أو «حروب الأيقونات», بدأت عندما صدر مرسوم 726 لاوون إيساوريون وصدر مرسوم الصليب تحل محل الصليب العادي، مما أثار الجدل حول إزالة التماثيل أو تحطيمها. كتابات تشير إلى أن على الأقل جزءا من السبب حول إزالة التماثيل قد تكون انقلابات عسكرية ضد المسلمين وثوران بركاني في جزيرة وثيرا، الذي إعتبره ليو أنه ربما يعتبر دليلا على غضب الله الناجم عن تقديس الصور في الكنيسة. في الوقت الذي تقاتل العرب، ليو قد لاحظ القيم المتزمتة للعرب فيما يختص بالنهى عن تقديس التماثيل والفن الديني وثنية، وانه يعتقد ان الامبراطورية البيزنطية ستحصل على النجاحات التي حققها المسلمون لو طبقوا طريقتهم وحذو حذوهم. «ورأى انه لا يرى حاجة إلى التشاور مع الكنيسة، ويبدو أنه قد فوجئ عمق المعارضة الشعبية التي واجهها».
". في 732، ليو شن اسطول لاعتقال البابا غريغوريوس الثالث لتحديه ومرسوم لإسترداد رافينا. السفن غرقت وهي في طريقها إلى البحر الأدرياتيكي، ولكن الصراع كان بعيدا عن الانتهاء. الجدل أضعف الامبراطورية البيزنطية، وكان عاملا رئيسيا في الانشقاق بين بطريرك القسطنطينية وأسقف روما.
وفي الوقت نفسه ما بين 750 و 770، قسنطينة شنت سلسلة من الحملات ضد العرب والبلغار وذلك في محاولة لتعويض الكثير من الخسائر.
وقعت الحرب الأهلية في الإمبراطورية البيزنطية، وغالبا بدعم عربي. بدعم من الخليفة المأمون، والعرب تحت قيادة توماس العبد الذي غزا وحتى في غضون أشهر، اثنين فقط ثيمة في آسيا الصغرى ظلت على ولائها للإمبراطور مايكل الثاني. عندما استول توماس على سالونيك، وهي ثاني أكبر مدينة في الامبراطورية، فإنه سرعان ما أعيد إستردادها من قبل البيزنطيين. إن حصار توماس 821 للقسطنطينية لم تحصل في الماضي أسوار القسطنطينية، وانه اضطر إلى التراجع.

### آسيا الصغرى، كريت وصقلية
لم يتخلى المسلمون عن فتوحاتهم في آسيا الصغرى وفي عام 838م بدأوا غزوًا آخر، وفتحوا مدينة عمورية. مع ضعف الوحدة البيزنطية الداخلية، إلى جانب علاقاتهم السيئة مع الغرب، سقطت كريت بيد المسلمين في عام 824، وسقطت صقلية بأيديهم لمدة 75 عامًا. باستخدام تونس كمركز للعمليات، بدأ المسلمون بغزو باليرمو في 831، مسينة في 842، إنا في 859.

### ظهور بيزنطة
ومع ذلك، جاءت فترة التسامح الديني مع ظهور السلالة المقدونية عام 867، بالإضافة إلى قيادة بيزنطية قوية وموحدة؛ بينما انقسمت الدولة العباسية إلى العديد من الكيانات. أعاد الإمبراطور باسيل الأول الإمبراطورية البيزنطية إلى قوة إقليمية، خلال فترة التوسع الإقليمي، مما جعلها الأقوى في أوروبا، مع سياسة كنسية تتميز بعلاقات جيدة مع روما. تحالف باسيل مع الإمبراطور الروماني المقدس لويس الثاني ضد المسلمين، وقام أسطوله بتطهير البحر الأدرياتيكي من غاراتهم. وبمساعدة بيزنطية، استولى لويس الثاني على باري من المسلمين عام 871. وأصبحت المدينة منطقة بيزنطية عام 876. ومع ذلك، تدهورت السيطرة البيزنطية على صقلية، وسقطت سرقوسة على يد إمارة صقلية عام 878. وفقدت كاتانيا عام 900 ، وأخيرًا قلعة تاورمينا في 902. واستمرت صقلية تحت السيطرة الإسلامية حتى الغزو النورماندي عام 1071.
على الرغم من سقوط صقلية، نجح الجنرال نيسيفوروس فوكاس الأكبر في احتلال تارانتو ومعظم كالابريا في عام 880. استعاد البيزنطيون كريت عام 960، واستمروا فيها حتى عام 1204، عندما سقطت في يد البندقية خلال الحملة الصليبية الرابعة. فتحت النجاحات في شبه الجزيرة الإيطالية فترة جديدة من السيطرة البيزنطية هناك. وقبل كل شيء، بدأ البيزنطيون في تأسيس وجود قوي في البحر الأبيض المتوسط، وخاصة في البحر الأدرياتيكي.

ثيمات الإمبراطورية البيزنطية عند وفاة باسيل الثاني عام 1025م، وتعرض الأراضي المستعادة في الشرق.

بعد إنتهاء الصراع الداخلي، أطلق باسيل الثاني حملة ضد المسلمين عام 995. أضعفت الحروب الأهلية البيزنطية موقع الإمبراطورية في الشرق، واقتربت مكاسب نقفور الثاني ويوحنا زيمسكي من الضياع، وحوصرت حلب وأنطاكية أصبحت تحت التهديد. ظفر باسيل بعدة معارك في سوريا، مما أدى إلى تقليل الضغط عن حلب، والاستيلاء على وادي العاصي، والإغارة على الجنوب. على الرغم من أنه لم يكن لديه القوة للدخول إلى فلسطين واستعادة القدس، إلا أن انتصاراته أعادت الكثير من أراضي سوريا إلى الإمبراطورية - بما في ذلك مدينة أنطاكية التي كانت مقر بطريركها الأكبر. لم يكن أي إمبراطور منذ هرقل قادرًا على الاحتفاظ بهذه الأراضي لأي فترة زمنية ، واحتفظت بها الإمبراطورية لمدة 75 عامًا. كتب بيرس بول ريد أنه بحلول عام 1025، امتدت الأرض البيزنطية «من مسينة (مضيق) وشمال البحر الأدرياتيكي في الغرب إلى الدانوب والقرم في الشمال ، وإلى مدينتي مليتين والرها وراء الفرات في الشرق».
تحت حكم باسيل الثاني، أسس البيزنطيون مجموعة من الثيمات الجديدة، تمتد شمال شرق حلب (المحكومة من قبل البيزنطيين) إلى ملازغرد. في ظل نظام ثيمات الحكومة العسكرية والإدارية، كان بإمكان البيزنطيين جمع قوة لا تقل عن 200,000، على الرغم من أنها في الواقع تم وضعها بشكل استراتيجي في جميع أنحاء الإمبراطورية. مع حكم باسيل، وصلت الإمبراطورية البيزنطية إلى أقصى اتساع لها في ما يقرب من خمسة قرون، وفي الواقع خلال القرون الأربعة القادمة.

## الهوامش
^ a: Politico-religious events (such as the outbreak of مونوثيليتية, which disappointed both the Monophysites and the مسيحية خلقيدونيةs) had sharpened the differences between the Byzantines and the Syrians. Also the high taxes, the power of the landowners over the peasants and the participation in the long and exhaustive wars with the Persians were some of the reasons why the Syrians welcomed the change.
^ b: As recorded by البلاذري. ميخائيل السرياني records only the phrase "Peace unto thee, O Syria". George Ostrogorsky describes the impact that the loss of Syria had on Heraclius with the following words: "His life's work collapsed before his eyes. The heroic struggle against Persia seemed to be utterly wasted, for his victories here had only prepared the way for the Arab conquest [...] This cruel turn of fortune broke the aged Emperor both in spirit and in body.
^ c: As ستيفين رونسيمان describes the event: "On a February day in the year AD 638, the Caliph Omar [Umar] entered Jerusalem along with a white camel which was ride by his slave. He was dressed in worn, filthy robes, and the army that followed him was rough and unkempt; but its discipline was perfect. At his side rode the Patriarch Sophronius as chief magistrate of the surrendered city. Omar rode straight to the site of the هيكل سليمان, whence his friend Mahomet [Muhammed] had ascended into Heaven. Watching him stand there, the Patriarch remembered the words of Christ and murmured through his tears: 'Behold the abomination of desolation, spoken of by دانييل the prophet.'"
^ d: هيو كندي notes that "the Muslim conquest of Syria does not seem to have been actively opposed by the towns, but it is striking that Antioch put up so little resistance.
^ e: The Arab leadership realized early that to extend their conquests they would need a fleet. The البحرية البيزنطية was first decisively defeated by the Arabs at a battle in 655 off the ليقياn coast, when it was still the most powerful in the Mediterranean. تيوفان المعرف reported the loss of رودس while recounting the sale of the centuries-old remains of the عملاق رودس for scrap in 655.